# Abborrtjärnen (Degerfors socken, Västerbotten, 713089-168959)
Abborrtjärnen är en sjö i Vindelns kommun i Västerbotten och ingår i Umeälvens huvudavrinningsområde. Sjön har en area på 0,22 kvadratkilometer och ligger 163,3 meter över havet. Norr om sjön ligger byn Abborrtjärn.

## Delavrinningsområde
Abborrtjärnen ingår i det delavrinningsområde (713155-168815) som SMHI kallar för Vid mätstation Granåker. Medelhöjden är 187 meter över havet och ytan är 13,81 kvadratkilometer. Räknas de 865 avrinningsområdena uppströms in blir den ackumulerade arean 11 844,24 kvadratkilometer. Vindelälven som avvattnar avrinningsområdet har biflödesordning 2, vilket innebär att vattnet flödar genom totalt 2 vattendrag innan det når havet efter 86 kilometer. Avrinningsområdet består mestadels av skog (72 procent). Avrinningsområdet har 1,1 kvadratkilometer vattenytor vilket ger det en sjöprocent på 8 procent.